# Shaï Lavi
Shaï Lavi (en hébreu : שי לביא), né le 16 octobre 1970 à Tel-Aviv, est professeur titulaire à la faculté de droit de l'université de Tel Aviv et, depuis janvier 2017, il dirige l'Institut Van Leer de Jérusalem.

## Biographie

### Formation
Shaï Lavi naît à Tel Aviv en 1970 et étudie dans l'enseignement religieux d'État au lycée Gush Dan. Avant son service militaire, il étudie à la yechiva Mont Etzion à Alon Shvut. Il est diplômé du  programme Adi Lautman, cursus interdisciplinaire d'excellence proposé par l'université de Tel Aviv, et en 1995, il y obtient une maîtrise au Département de sociologie et d'anthropologie. En 2001, il finit ses études doctorales à l'université de Californie à Berkeley, dans le programme Jurisprudence et politique sociale. Sa thèse de doctorat porte sur « L'art moderne de mourir : l'histoire de l'euthanasie aux États-Unis ».

### Professorat
En 2002, Shaï Lavi devient chargé de cours à la Faculté de droit de l'université de Tel Aviv, en 2006, il est promu au rang de maître de conférences, en 2011, il est nommé professeur associé et en 2018, il est titularisé professeur. Il fonde et dirige le Centre d'éthique Edmond et Lily Safra en 2012-2017,.

### Activités éditoriales
Shaï Lavi est membre éditorial de revues dans son domaine, telles que Critical Analysis of Law, Law, Culture and Humanities Journal, Law & Society Review et Theory and Review.

### Autres activités
En plus de ses activités académiques, Shaï Lavi s'implique dans des activités publiques au fil des années, notamment en tant que membre du comité fondateur de l'association « We Are Refugees » et membre du Comité suprême d'Helsinki pour les expériences médicales sur les humains.

### Vie privée
Shaï Lavi est marié à l'artiste Shaï Abadi.

## Domaine de recherche
Le domaine d'expertise de Lavi est la sociologie et la philosophie du droit. Ses recherches portent sur la croissance des dilemmes éthiques au début et à la fin de la vie et sur la relation entre religion et laïcité.

## Publications
(septembre 2024).
- 2005 : « The Modern Art of Dying: A History of Euthanasia in America » (l'art moderne de mourir : une histoire de l'euthanasie en Amérique), Princeton University Press[1],[4],[2] ;

- 2008 : « How Dying Became a Life Crisis » (comment la mort est devenue une crise de vie) Special Issue on Life and Death, Daedalus, pp. 57-65[1],[5] ;

- 2010 : « Punishment and the Revocation of Citizenship in United Kingdom, United States and Israel » (châtiment et révocation de la citoyenneté au Royaume-Uni, aux États-Unis et en Israël) New Criminal Law Review Vol. 13(2), pp. 404-426[1],[6] ;

- 2011 :  « Turning the Tables on Law and…: A Jurisprudential Inquiry into Contemporary Legal Theory »  (Renverser la table en matière de droit et… : enquête jurisprudentielle sur la théorie juridique contemporaine), Cornell Law Review Vol. 96, pp. 811-838[1],[7] ;

- 2011 : « Revocation of Citizenship as Punishment: on the Modern Bond of Citizenship and its Criminal Breach » (la citoyenneté révoquée comme punition : sur le lien moderne de la citoyenneté et sa violation criminelle), University of Toronto Law Journal Vol. 61(4), pp. 783-810[1],[8] ;
- 2011 : « Punishment and the Revocation of Citizenship in the United Kingdom, United States, and Israel » (châtiment et révocation de la citoyenneté au Royaume-Uni, aux États-Unis et en Israël), New Criminal Law Review: An International and Interdisciplinary Journal Vol. 13(2), pp. 404-426[1],[9] ;
- 2011 : « Justice, Plurality, and Criminal Law: A Review of Alan Brudner’s Punishment and Freedom: A Liberal Theory of Penal Law » (justice, pluralité et droit pénal : une revue de l’ouvrage d’Alan Brudner Punition et liberté : théorie libérale du droit pénal), New Criminal Law Review: An International and Interdisciplinary Journal Vol. 14(3), pp. 439-448[1],[10] ;
- 2011 : « Enchanting a Disenchanted Law: On Jewish Ritual and Secular History in Nineteenth Century Germany » (réenchanter une loi désenchantée : sur le rituel juif et l’histoire laïque dans l’Allemagne du XIXe siècle), UC Irvine Law Review Vol. 1(3), pp. 813-843[1],[11] ;
- 2014 : « Humane Killing and the Ethics of the Secular: Regulating the Death Penalty, Euthanasia, and Animal Slaughter » (tuer sans cruauté et éthique des laïcs : réglementer la peine de mort, l'euthanasie et l'abattage d'animaux), UC Irvine Law Review 4(1), 297-333[1],[12] ;

- 2015 : « Sub-judice and the Riddle of Contempt » (les sous-juges et l’énigme du mépris), de Shai Lavi et Galia Schneebaum, Critical Analysis of Law 2(1), 173-198[1],[13] ;

- 2017 : « Beyond Natural Potentiality: Brain-Death Pregnancy, Viable Fetuses, and Pre-implanted Embryos », Law and Ethics of Human Rights 11(2), 161-187[1], ;

- 2018 : « Cloning International Law: The Science and Science Fiction of Human Cloning and Stem-Cell Patenting » (droit international du clonage : science et science-fiction sur le clonage humain et le brevetage des cellules souches)  Law, Culture and the Humanities Journal 14(1), 83-99[1],[14] ;

## Distinctions
Le professeur Lavi remporte une bourse Fulbright, un prix Zeltner pour jeune chercheur en droit, une subvention pour créer le Centre Minerva pour la recherche en fin de vie et une bourse de recherche de la Fondation GIF pour l'étude de la bioéthique et de la société en Israël, en Turquie et en Allemagne. Il est conférencier invité à l'université Cornell, à l'université de Toronto, à l'Université Yeshiva de New York et à l'université Humboldt de Berlin.
Son livre Modern Art of Dying: A History of Euthanasia in America (L'art moderne de mourir : une histoire de l'euthanasie en Amérique) remporte le prix du meilleur livre de sociologie du droit en 2006, au nom de l'American Sociological Association.